# 濱洲英喜
濱洲 英喜（はます ひでき）は、日本のアニメーター、キャラクターデザイナー。熊本県出身。東映動画（現：東映アニメーション）、フリーを経て、スタジオ地図所属。浜洲 英喜と表記されることもある。

## 来歴・人物
東映動画（現：東映アニメーション）出身。フリーランス後は、今敏初監督作品である『PERFECT BLUE』にキャラクターデザイン・作画監督として参加。その後の『千年女優』『東京ゴッドファーザーズ』『妄想代理人』『パプリカ』でも作画監督や原画など、主要作画スタッフとして携わる。
また、他にも、押井守監督の『GHOST IN THE SHELL / 攻殻機動隊』、高畑勲監督の『ホーホケキョ となりの山田くん』『かぐや姫の物語』、細田守監督の『デジモンアドベンチャー ぼくらのウォーゲーム!』『ONE PIECE THE MOVIE オマツリ男爵と秘密の島』『おおかみこどもの雨と雪』、宮崎駿監督の『千と千尋の神隠し』『ハウルの動く城』『風立ちぬ』等、数多くの劇場作品へ原画として参加している。
『かぐや姫の物語』制作頃までは、フリーのアニメーター中心の特殊班であるジブリ第4スタジオに席をおいていた。

## 作品リスト

### 映画
- 勝利投手 （1987年） - 原画
- AKIRA （1988年） - 原画
- 聖闘士星矢 最終聖戦の戦士たち （1989年） - 原画
- 劇場版まじかる☆タルるートくん （1991年） - 作画監督補佐・原画
- 走れメロス （1992年） - 原画
- ドラゴンボールZ 極限バトル!!三大超サイヤ人 （1992年） - 原画
- 劇場版美少女戦士セーラームーンR （1993年） - 原画
- Coo 遠い海から来たクー （1993年） - 作画監督
- 劇場版スラムダンク （1994年） - 作監補・原画
- GS美神 極楽大作戦!! （1994年） - 原画
- 劇場版ママレード・ボーイ （1995年） - 原画
- GHOST IN THE SHELL / 攻殻機動隊 （1995年） - 原画
- MEMORIES 「彼女の想いで」「大砲の街」 （1995年） - 原画
- PERFECT BLUE （1997年） - キャラクターデザイン・作画監督
- 銀河鉄道999 エターナル・ファンタジー （1998年） - 作監補・原画
- 劇場版デジモンアドベンチャー （1999年） - 原画
- 金田一少年の事件簿2・殺戮のディープブルー （1999年） - 原画
- ホーホケキョ となりの山田くん （1999年） - 原画
- デジモンアドベンチャー ぼくらのウォーゲーム! （2000年） - 原画
- デジモンアドベンチャー02 ディアボロモンの逆襲 （2001年） - 原画
- 千と千尋の神隠し （2001年） - 原画
- ギブリーズ episode2 （2002年） - 原画
- キン肉マンII世 マッスル人参争奪! 超人大戦争 （2002年） - 原画
- 千年女優 （2002年） - 作画監督・原画
- ANIMATRIX 「KID'S STORY」「A DETECTIVE STORY」 （2003年） - 原画
- 東京ゴッドファーザーズ （2003年） - 原画
- ハウルの動く城 （2004年） - 原画
- ONE PIECE THE MOVIE オマツリ男爵と秘密の島 （2005年） - 原画
- 映画ドラえもん のび太の恐竜2006 （2006年） - 原画
- ゲド戦記 （2006年） - 原画
- 劇場版 NARUTO -ナルト- 大興奮!みかづき島のアニマル騒動だってばよ （2006年） - 原画
- パプリカ （2006年） - 原画
- 崖の上のポニョ （2008年） - 原画
- 借りぐらしのアリエッティ （2010年） - 原画
- 鬼神伝 （2011年） - 原画
- コクリコ坂から （2011年） - 原画
- ももへの手紙 （2012年） - 原画
- おおかみこどもの雨と雪 （2012年） - 原画
- 風立ちぬ （2013年） - 原画
- かぐや姫の物語 （2013年） - 作画
- 思い出のマーニー （2014年） - 原画
- バケモノの子 （2015年） - 原画
- 君の名は。 （2016年） - 原画

### テレビアニメ
- 悪魔島のプリンス 三つ目がとおる （1985年） - 原画
- キン肉マン キン肉星王位争奪編 （1992年） - 原画（39話）
- ゲッターロボ號 （1992年） - 原画（49話）
- 天地無用! （1995年） - 原画（20話）
- SLAM DUNK （1995年） - 原画（OP2）
- るろうに剣心 -明治剣客浪漫譚- （1996年 - 1998年） - キャラクターデザイン・作画監督（OP）・原画（OP、30話）
- 美少女戦士セーラームーンSuperS （1996年） - 原画（39話）
- 美少女戦士セーラームーンセーラースターズ （1996年） - 原画（7話、17話）
- 少女革命ウテナ （1997年） - 原画（2話）
- アリスSOS （1998年） - 原画（OP）
- ひみつのアッコちゃん（第3作） （1998年） - 原画（14話）
- 課長王子 （1999年） - 原画（OP）
- パワーストーン （1999年） - 原画（20話）
- TEXHNOLYZE （2003年） - 原画（15話）
- 攻殻機動隊 S.A.C. 2nd GIG （2004年） - 原画（18話）
- 妄想代理人 （2004年） - マロミデザイン・原画（OP、ED、1話、9話、13話）
- ガイキング LEGEND OF DAIKU-MARYU （2006年） - 原画（13話、38話）
- カイバ （2008年） - 原画（9話、12話）

### OVA
- 遠山桜宇宙帖 奴の名はゴールド （1988年） - 原画
- Crying フリーマン （1988年 - 1994年） - 作監補/原画（1話、2話、6話）
- BE-BOP-HIGHSCHOOL （1990年 - 1998年） - 作画監督補佐（4話）・原画（1話、2話、3話、4話、6話、7話）
- ヤンキー烈風隊 （1990年 - 1996年） - 原画（2話、3話、4話、6話）
- TOKUMAアニメビデオえほん はないちもんめ 「のぼるとやまねこ」 （1990年） - キャラクターデザイン・作画監督・原画
- クレオパトラD.C. （1991年） - 原画（3話）
- 3×3 EYES （1991年） - 原画（1話、2話、3話、4話）
- 幻想叙譚エルシア （1992年） - 原画（1話）
- ジャイアントロボ THE ANIMATION -地球が静止する日 （1992年） - 原画（2話）
- ジョジョの奇妙な冒険 （1993年） - 原画（2話、5話）
- GOLDEN BOY さすらいのお勉強野郎 （1995年） - 原画（3話）
- シャーマニックプリンセス （1996年） - 原画（2話）
- でたとこプリンセス （1997年） - 原画（2話）
- 青の6号（1999年 - 2000年） - 原画（2話、4話）
- ジョジョの奇妙な冒険 ADVENTURE （2002年） - 原画（7話）
- Re:キューティーハニー （2004年） - 原画（OP、1話、3話）
- 土方歳三 白の軌跡 （2004年） - 原画
- FREEDOM （2006年） - 原画（1話）

### ゲーム
- ガラクタ名作劇場 ラクガキ王国 （2002年） - 原画
- 二ノ国 （2010年） - 原画

### PV・CM
- ナイキ「LEBRON JAMES IN CHAMBER OF FEAR 自分の恐怖」 （2004年） - キャラクターデザイン・作画監督・原画
- capsule「ポータブル空港」 （2004年） - 原画
- capsule「space station No.9」 （2005年） - 原画
- capsule「空飛ぶ都市計画」 （2005年） - 原画
- 新垣結衣「piece」 （2009年） - 原画